# ますもとたくや
ますもと たくや（1977年〈昭和51年〉3月7日 - ）は、日本の脚本家、小説家、ナレーター、演出家。主な脚本にアニメ『ゾンビランドサガ』『けものフレンズ2』『ONE PIECE』などがある。

## 略歴
私立の初芝富田林高等学校卒業。関西大学社会学部マスコミュニケーション学科卒業。血液型はAB型。大学在学中に、俳優升毅主宰の「劇団MOTHER」に入団。解散後、俳優ムロツヨシらとの演劇活動を経て脚本家に。フジテレビ系アニメ『ONE PIECE』のテレビシリーズで脚本家デビューした。

## 人物
フジテレビ系アニメで脚本家として本格デビューして以降、テレビ東京系深夜ドラマ『宇宙犬作戦』や、MBS毎日放送『コドモ警視』、TBS月曜ミステリーシアター『ホワイト・ラボ〜警視庁特別科学捜査班〜』など、テレビドラマを中心に、実写作品の脚本を手掛けることが多い。
2016年（平成28年）、小学館ガガガ文庫にて『マイダスタッチ 〜内閣府超常経済犯罪対策課〜』が出版された。
アメリカンコミックシアター主宰。妻は吉本興業所属タレントで美容ライターの夏花。なお、劇団員時代、ツアーコンダクターのアルバイトの傍ら、国内および一般旅行業務取扱主任者（現旅行業務取扱管理者）資格を取得している。

## 脚本作品

### テレビアニメ
- ONE PIECE（2007年 - 2008年、フジテレビ系）
- 全力ウサギ（2008年、独立UHF局各局）
- ペンギンの問題→ペンギンの問題Max（2008年-2011年、テレビ東京系）
- Z/X IGNITION（2014年、テレビ東京系）
- なりヒロwww（全話脚本、2014年、TOKYO MX）
- ディスク・ウォーズ:アベンジャーズ（2014年 - 2015年、テレビ東京系）
- 金田一少年の事件簿R(第2期)（2016年、読売テレビ・日本テレビ系）
- ゾンビランドサガ（2018年、AT-X・独立局各局）
- けものフレンズ2（シリーズ構成・全話脚本[注 1]、2019年、テレビ東京系）

### テレビドラマ・特撮
- トミカヒーロー レスキューフォース（2008年、テレビ東京系）
- えいせい魂シーズン2（2008年、BSジャパン）
- ラストメール（2008年、BS朝日）
- ラストメール2〜いちじく白書〜（2009年、BS朝日）
- TAXMEN（2010年、TOKYO MX、テレビ神奈川）
- 時々迷々（2010年、NHK教育）
- MUSICAL3（2010年、TOKYO MX）
- 宇宙犬作戦（2010年、テレビ東京系）
- 日本人の知らない日本語（2010年、日本テレビ系）
- ぬっくんBAR（2011年、読売テレビ）
- 呪報2405 ワタシが死ぬ理由（2012年、関西テレビ）
- コドモ警視（2013年、TBS系）
- おはなしのくに（2013年、NHK教育）
- WONDA×AKB48 ショートストーリー「フォーチュンクッキー」（2013年、フジテレビ系）
- 女子高警察（2013年、フジテレビ系）
- ホワイト・ラボ〜警視庁特別科学捜査班〜（2014年、TBS系）
- PANIC IN（2015年、BSスカパー!）
- 婚活刑事（2015年、読売テレビ）
- 表参道高校合唱部!（2015年、TBS系）
- ふるカフェ系 ハルさんの休日（2016年 - 、NHK Eテレ）
- オトナヘノベル（2016年 - 、NHK Eテレ）
- Love or Not（2016年 - 、フジテレビ）
- ザ・ブラックカンパニー（2018年2月 - 、フジテレビONE TWO NEXT） [2]
- Love or Not 2（2018年、フジテレビ）

### 映画
- 魔法少女を忘れない（2011年、「魔法少女を忘れない」パートナーズ）
- ゴーストライターホテル（2011年、テレビ朝日、吉本クリエイティブエージェンシー）
- こんな私たちがなりゆきでヒロインになった結果www（2014年、ポニーキャニオンほか）
- 癒しのこころみ～自分を好きになる方法～（2020年、イオンエンターテイメント）

### Vシネマ
- BLACK MAFIA（2009年、GPミュージアムソフト）

### ラジオドラマ
- DINER（2013年、NHK-FM青春アドベンチャー）
- 歌舞伎まるごとストーリーあらすじえもん「テイキンクエスト」（2019年、NHK-FM）

### 舞台脚本
- スペクタクルガーデン全作品（2002年 - 2007年）
- 紳士スラックス全作品（2006年）
- muro式1「幾」（2008年）
- D-BOYS STAGE trial-1「NOW LOADING」（2010年）
- アメリカンコミックシアター全作品（2014年）
- 暁のヨナ（2016年、EXシアター六本木）
- 甘くはないぜ（2016年、渋谷クロスシアター）
- 夢王国と100人の王子様（2017年、AiiA Theater Tokyo）

## 演出作品
舞台
- スペクタクルガーデン全作品（2002年-2007年）
- 紳士スラックス全作品（2006年）
- アメリカンコミックシアター全作品（2014年）
- 暁のヨナ（2016年、EXシアター六本木）
- 甘くはないぜ（2016年、渋谷クロスシアター）
- 夢王国と100人の王子様（2017年、AiiA Theater Tokyo）

## 出演作品
ドラマ
- TAXMEN（2010年、TOKYO MX、テレビ神奈川）

アニメ
- バイト先は「悪の組織」!?（2017年、タテアニメ、総首領 役）

ナレーション
- 花王リーゼデザイニングジュレ
- コカコーラゼロ
- スズキスペーシアカスタム

## 著書
小説
- 圓さん、天下を回る（升本九八名義、2012年、エイ出版社）
- マイダスタッチ 〜内閣府超常経済犯罪対策課〜（2016年、小学館ガガガ文庫）
- マイダスタッチ2 〜内閣府超常経済犯罪対策課〜（2016年、小学館ガガガ文庫）
- マイダスタッチ3 〜内閣府超常経済犯罪対策課〜（2017年、小学館ガガガ文庫）
- きゃくほんかのセリフ！（2019年、小学館ガガガ文庫）
- きゃくほんかのセリフ！2（2019年、小学館ガガガ文庫）